# 제임스 이하
제임스 요시노부 이하(영어: James Yoshinobu Iha, 일본어: 井葉 吉伸 이하 요시노부[*], 1968년 3월 26일 ~ )는 미국의 음악가로, 2000년에 해체한 스매싱 펌킨스의 기타리스트였던 것으로 잘 알려졌으나 2018년에 복귀하였다. 현재는 뉴욕을 거점으로 솔로 활동, 밴드 활동 (어 퍼펙트 서클, 틴티드 윈도스), 음악 프로듀서, 패션 디자이너를 하고있다. 일본계 3세이지만, 일본어는 거의 말할 수 없다.